# Richard z Chieti
Richard z Chieti (italsky Riccardo di Teate, 1224/1225? - 26. května 1249, Modena) byl hrabě z Chieti a vikář horní Itálie, levoboček císaře Fridricha II.

## Život
Narodil se jako syn císaře Fridricha II. a Manny, neteře arcibiskupa Berarda z Messiny. Stejně jako jeho bratři byl otci oporou, roku 1248 mu byl svěřen vikariát nad Anconou a spoletským vévodstvím. Zúčastnil se bojů proti papežským vojskům, zdá se, že padl v bitvě u Fossalty.